# Paruro
Paruro es un pueblo peruano. Es asimismo capital del distrito de Paruro y la provincia de Paruro en la región Cusco. 
Tiene una población de 2072 habitantes en el 1993. Está a una altitud de 3068 m s. n. m. y situado a unos 64 kilómetros de la ciudad del Cusco.

## Clima
| Parámetros climáticos promedio de Paruro (territorios entre 3000 - 3500 m s. n. m.). | Parámetros climáticos promedio de Paruro (territorios entre 3000 - 3500 m s. n. m.). | Parámetros climáticos promedio de Paruro (territorios entre 3000 - 3500 m s. n. m.). | Parámetros climáticos promedio de Paruro (territorios entre 3000 - 3500 m s. n. m.). | Parámetros climáticos promedio de Paruro (territorios entre 3000 - 3500 m s. n. m.). | Parámetros climáticos promedio de Paruro (territorios entre 3000 - 3500 m s. n. m.). | Parámetros climáticos promedio de Paruro (territorios entre 3000 - 3500 m s. n. m.). | Parámetros climáticos promedio de Paruro (territorios entre 3000 - 3500 m s. n. m.). | Parámetros climáticos promedio de Paruro (territorios entre 3000 - 3500 m s. n. m.). | Parámetros climáticos promedio de Paruro (territorios entre 3000 - 3500 m s. n. m.). | Parámetros climáticos promedio de Paruro (territorios entre 3000 - 3500 m s. n. m.). | Parámetros climáticos promedio de Paruro (territorios entre 3000 - 3500 m s. n. m.). | Parámetros climáticos promedio de Paruro (territorios entre 3000 - 3500 m s. n. m.). | Parámetros climáticos promedio de Paruro (territorios entre 3000 - 3500 m s. n. m.). |
| Mes                                                                                  | Ene.                                                                                 | Feb.                                                                                 | Mar.                                                                                 | Abr.                                                                                 | May.                                                                                 | Jun.                                                                                 | Jul.                                                                                 | Ago.                                                                                 | Sep.                                                                                 | Oct.                                                                                 | Nov.                                                                                 | Dic.                                                                                 | Anual                                                                                |
| ------------------------------------------------------------------------------------ | ------------------------------------------------------------------------------------ | ------------------------------------------------------------------------------------ | ------------------------------------------------------------------------------------ | ------------------------------------------------------------------------------------ | ------------------------------------------------------------------------------------ | ------------------------------------------------------------------------------------ | ------------------------------------------------------------------------------------ | ------------------------------------------------------------------------------------ | ------------------------------------------------------------------------------------ | ------------------------------------------------------------------------------------ | ------------------------------------------------------------------------------------ | ------------------------------------------------------------------------------------ | ------------------------------------------------------------------------------------ |
| Temp. máx. media (°C)                                                                | 20                                                                                   | 19.8                                                                                 | 20.2                                                                                 | 20.5                                                                                 | 20.2                                                                                 | 19.9                                                                                 | 19.5                                                                                 | 20.7                                                                                 | 20.8                                                                                 | 21.9                                                                                 | 21.5                                                                                 | 20.3                                                                                 | 20.4                                                                                 |
| Temp. media (°C)                                                                     | 13.4                                                                                 | 13.4                                                                                 | 13.6                                                                                 | 12.9                                                                                 | 11.7                                                                                 | 10.6                                                                                 | 10.3                                                                                 | 11.3                                                                                 | 12.7                                                                                 | 13.9                                                                                 | 13.8                                                                                 | 13.5                                                                                 | 12.6                                                                                 |
| Temp. mín. media (°C)                                                                | 6.9                                                                                  | 7.1                                                                                  | 7                                                                                    | 5.4                                                                                  | 3.3                                                                                  | 1.3                                                                                  | 1.1                                                                                  | 1.9                                                                                  | 4.6                                                                                  | 5.9                                                                                  | 6.2                                                                                  | 6.8                                                                                  | 4.8                                                                                  |
| Fuente: climate-data.org                                                             |                                                                                      |                                                                                      |                                                                                      |                                                                                      |                                                                                      |                                                                                      |                                                                                      |                                                                                      |                                                                                      |                                                                                      |                                                                                      |                                                                                      |                                                                                      |

## Lugares de interés
- Iglesia de la Natividad de Paruro[2]